# Siegmund Tirolski
Si(e)gmund, Sigismund bogat novčićima, također vojvoda Siegmund Tirolski  (Innsbruck, 26. listopada 1427. – Innsbruck, 4. ožujka 1496.) bio je titularni vojvoda Austrije i vladar Gornje Austrije (Tirol i Prednja Austrija). 